# Luz Marina Zuluaga
Luz Marina Zuluaga (Pereira, 31 de octubre de 1938-Manizales, 2 de diciembre de 2015) fue una modelo y reina de belleza colombiana, conocida por ser la primera mujer colombiana en ganar Miss Universo en el año 1958 y la tercera hispanoamericana en ganar un gran título de belleza internacional después de los triunfos de la peruana Gladys Zender Miss Universo 1957 y la venezolana Susana Duijm Miss Mundo 1955. 
Luz Marina es considerada un emblema nacional, fue elegida como uno de los 100 personajes del siglo XX por El Tiempo.  Fue el primer personaje con vida cuya imagen apareció en la estampilla y el sello postal de la Nación.  
En la actualidad, existe un busto de bronce con su imagen en el parque de la mujer de Manizales, el cual fue bautizado con su nombre.

## Biografía
Luz Marina Zuluaga nació en Pereira,  pero siendo una niña se mudó con su familia a Manizales. A los 18 años de edad se presentó al concurso de Señorita Caldas obteniendo el primer lugar. Más tarde, compitió en el Concurso Nacional de Belleza de 1957, donde figuró entre las finalistas. 
En el año 1958 y luego de la renuncia de Doris Gil Santamaría Señorita Colombia 1957. Luz Marina es delegada a representar al país en Miss Universo en ese año. 
El 25 de julio de 1958, Luz Marina es elegida Miss Universo, luego de una reñida competencia entre la candidata de Brasil, Adalgisa Colombo y otras 33 participantes de diferentes lugares del mundo. 
Después de finalizar su reinado como  Miss Universo se casó con un su vecino, Enrique Vélez Hoyos. Contrajeron matrimonio apenas Enrique terminó su carrera como otorrinolaringólogo, y se fueron a vivir a Estados Unidos. Allá tuvieron a sus primogénitos. Unos años después, en 1991 su hija Andrea Vélez fue Señorita Caldas.

## Señorita Colombia 1957
Cuando se efectuó la ceremonia de coronación, la ganadora fue la Señorita Antioquia, Doris Gil Santamaría. Meses más tarde, Doris Gil abdicó el título en favor de Luz Marina Zuluaga, porque se iba a casar y los estatutos de Miss Universo prohíben participantes casadas. 
Luz Marina Zuluaga era la representante ese año de los departamentos de Caldas, Nariño y la Comisaría del Amazonas.

## Miss Universo 1958

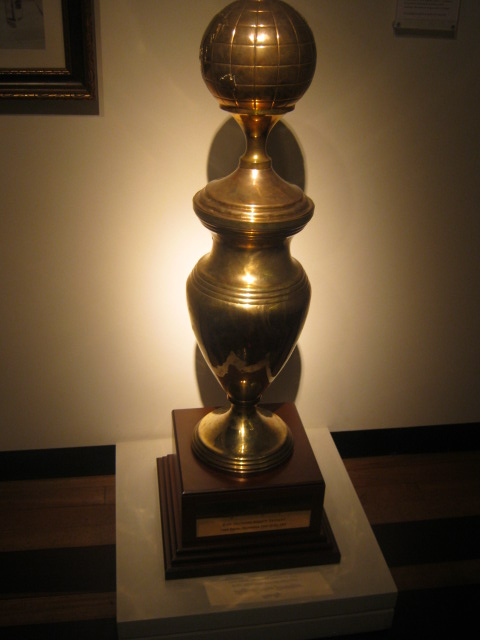
Trofeo de Miss Universo 1958, ganado por ella. Actualmente se encuentra en el Museo Nacional de Colombia

El concurso se llevó a cabo el 25 de julio de 1958, en Long Beach, California, Estados Unidos y era la primera vez que Colombia asistia a Miss Universo. La colombiana, después del desfile en traje de baño, logró la atención de expertos y fue incluida entre las favoritas para llevarse la Corona.
Las 15 finalistas fueron anunciadas por orden alfabético:
Alemania, Brasil, Chile, Colombia, Dinamarca, Estados Unidos, Grecia, Hawái, Holanda, Israel, Japón, Perú, Polonia, Suecia y Surinam.
Las cinco finalistas fueron:
Brasil, Colombia, Estados Unidos, Hawái y Polonia.
El fallo final quedó así:
- Tercera Princesa: Miss Polonia, Alicja Bobrowska.
- Segunda Princesa: Miss Estados Unidos, Eurlyne Howell.
- Primera Princesa: Miss Hawái, Geri Hoo.
- Virreina: Miss Brasil, Adalgisa Colombo.
- Miss Universo 1958: Miss Colombia, Luz Marina Zuluaga.

Luz Marina se demoró un poco en volver a Colombia, pues el personal de seguridad estaba algo inquieto por la volatilidad política de la época. Cuando al fin regresó al país, fue recibida en el Aeropuerto Internacional de Techo de Bogotá, por las más altas autoridades del país, incluyendo la Junta Militar, que gobernaba en ese momento. En Manizales hubo tres días cívicos y la gobernación le obsequió una casa libre de impuestos.

## Fallecimiento
La madrugada del 2 de diciembre de 2015 y a los 77 años de edad, Luz Marina sufrió un desmayo ocasionado por un paro cardiorrespiratorio en el baño del apartamento de una amiga, en donde estaba de visita, luego de regresar de Cali, lugar al que había ido a ver a su hija menor Andrea. Cuando llegaron los paramédicos, ella ya no tenía signos vitales y fue imposible reanimarla. Su cuerpo fue trasladado a la morgue.
En sus últimos días Luz Marina había estado concentrada en obras benéficas con los niños de escasos recursos de la ciudad, además había tenido que superar las pérdidas de su hermano, su yerno y su esposo, ambos fallecidos en el mismo año.

## Cronología
- 1938 Nace en Pereira, Viejo Caldas -hoy Risaralda-.
- 1957 Concursa en el certamen de Señorita Caldas en representación de Manizales, resultando elegida. En el certamen nacional no logra figurar,  pero por abdicación de la ganadora asume su lugar en Miss Universo.
- 1958 Es la primera colombiana en participar en el concurso, y el 25 de julio es coronada como Miss Universo. Durante el año de reinado es imagen publicitaria de diferentes marcas de cosméticos, traje de baño y productos en el mundo. Visita países de Latinoamérica, Centroamérica, Estados Unidos y Europa.
- 1959 Por segundo año consecutivo es elegida reina de la feria de Manizales.
- 1959 Entrega la corona de Miss Universo a Akiko Kojima de Japón.
- 1960 Se casa y se muda a los Estados Unidos, donde nace su primer hijo.
- 1975 Es parte del jurado encargado de escoger a la nueva Miss Universo para la 24ª edición del concruso de belleza llevado a cabo en El Salvador, donde es elegida la finalndesa Anne Marie Pohtamo de Finlandia.
- 1991 Su hija Andrea participa por Caldas en Miss Colombia, pero no clasifica entre las cinco finalistas.
- 1998 El periódico El Tiempo la elige como uno de los personajes más importantes del siglo XX.
- 2015 Fallece en Manizales, debido a un paro cardiorrespiratorio.